# Okręg wyborczy województwo białostockie do Senatu Rzeczypospolitej Polskiej (1989–2001)
Okręg wyborczy województwo białostockie do Senatu Rzeczypospolitej Polskiej obejmował w latach 1989–2001 obszar województwo białostockiego. Wybierano w nim 2 senatorów, przy czym w latach 1989–1991 obowiązywała zasada większości bezwzględnej, zaś w latach 1991–2001, większości względnej.
Powstał w 1989 wraz z przywróceniem instytucji Senatu. Zniesiony został w 2001, na jego obszarze utworzono nowy okręg nr 23.
Siedzibą okręgowej komisji wyborczej był Białystok.

## Reprezentanci okręgu
| Rok  | Senator komitet wyborczy           | Senator komitet wyborczy                               | Senator komitet wyborczy | Senator komitet wyborczy                     |
| ---- | ---------------------------------- | ------------------------------------------------------ | --- | -------------------------------------------- |
| 1989 |                                    | Andrzej Stelmachowski                                  | | Andrzej Kaliciński                           |
| 1991 |                                    | Ireneusz Choroszucha Porozumienie Obywatelskie Centrum | | Jan Szafraniec Klub Inteligencji Katolickiej |
| 1993 |                                    | Jan Mulak Sojusz Lewicy Demokratycznej                 | Barbara Łękawa KW Klubu Inteligencji Katolickiej w Białymstoku oraz Stowarzyszenia Rodzin Katolickich Archidiecezji Białostockiej |                                              |
| 1997 |                                    | Jan Chojnowski Akcja Wyborcza Solidarność              | | Stanisław Marczuk Akcja Wyborcza Solidarność |
| 2001 | okręg zniesiony, patrz okręg nr 23 | okręg zniesiony, patrz okręg nr 23                     | okręg zniesiony, patrz okręg nr 23                                                                                                | okręg zniesiony, patrz okręg nr 23           |

## Wyniki wyborów

### Wybory parlamentarne 1989
| Kandydat                                                          | Głosów  | %     |
| ----------------------------------------------------------------- | ------- | ----- |
| Andrzej Stelmachowski                                             | 158 326 | 60,18 |
| Andrzej Kaliciński                                                | 153 758 | 58,45 |
| Marian Szamatowicz                                                | 50 658  | 19,26 |
| Jan Piwnik                                                        | 28 508  | 10,84 |
| Sokrat Janowicz                                                   | 22 410  | 8,52  |
| Mirosław Cybulko                                                  | 19 213  | 7,30  |
| Witold Karczewski                                                 | 18 269  | 6,94  |
| Adam Dobroński                                                    | 8231    | 3,13  |
| Józef Eljasiewicz                                                 | 4437    | 1,69  |
| Wiesław Szwaczko                                                  | 4075    | 1,55  |
| Mieczysław Januszewski                                            | 3638    | 1,38  |
| Zbigniew Łopianecki                                               | 2260    | 0,86  |
| Zbigniew Olbert                                                   | 1996    | 0,76  |
| Liczba głosów ważnych: 263 068 Źródło: Państwowa Komisja Wyborcza |         |       |

### Wybory parlamentarne 1991
| Kandydat                                              | Kandydat               | Komitet wyborczy                             | Głosów |
| ----------------------------------------------------- | ---------------------- | -------------------------------------------- | ------ |
|                                                       | Ireneusz Choroszucha   | Porozumienie Obywatelskie Centrum            | 71 684 |
|                                                       | Jan Szafraniec         | Klub Inteligencji Katolickiej                | 59 154 |
|                                                       | Stanisław Kostka       | Porozumienie Obywatelskie Centrum            | 34 577 |
|                                                       | Sergiusz Plewa         | Sojusz Lewicy Demokratycznej                 | 32 011 |
|                                                       | Jan Czykwin            | Białoruski KW                                | 30 640 |
|                                                       | Rafał Modzelewski      | Chrześcijański Niezależny KW „Siła Młodości” | 28 983 |
|                                                       | Mikołaj Wawreniuk      | KW Prawosławnych                             | 27 559 |
|                                                       | Janusz Dolecki         | Unia Demokratyczna                           | 24 770 |
|                                                       | Bolesław Zalewski      | Polskie Stronnictwo Ludowe Sojusz Programowy | 24 429 |
|                                                       | Ewa Bończak-Kucharczyk | Kongres Liberalno-Demokratyczny              | 22 784 |
|                                                       | Emanuel Trembaczowski  | Unia Demokratyczna                           | 19 015 |
|                                                       | Waldemar Sołomianko    | Sojusz Lewicy Demokratycznej                 | 18 184 |
|                                                       | Ryszard Śliwiński      | Polskie Stronnictwo Ludowe Sojusz Programowy | 15 899 |
| Frekwencja: 45,03% Źródło: Państwowa Komisja Wyborcza |                        |                                              |        |

### Wybory parlamentarne 1993
| Kandydat                                              | Kandydat                  | Komitet wyborczy                                                                                                   | Głosów |
| ----------------------------------------------------- | ------------------------- | --- | ------ |
|                                                       | Barbara Łękawa            | KW Klubu Inteligencji Katolickiej w Białymstoku oraz Stowarzyszenia Rodzin Katolickich Archidiecezji Białostockiej | 54 240 |
|                                                       | Jan Mulak                 | Sojusz Lewicy Demokratycznej                                                                                       | 53 472 |
|                                                       | Eugeniusz Czykwin         | KW Prawosławnych                                                                                                   | 51 815 |
|                                                       | Ireneusz Choroszucha      | Koalicja dla Rzeczypospolitej                                                                                      | 47 448 |
|                                                       | Roman Chomko              | Polskie Stronnictwo Ludowe                                                                                         | 46 702 |
|                                                       | Henryk Zdzienicki         | KW Klubu Inteligencji Katolickiej w Białymstoku oraz Stowarzyszenia Rodzin Katolickich Archidiecezji Białostockiej | 45 497 |
|                                                       | Andrzej Kaliciński        | Unia Demokratyczna                                                                                                 | 44 339 |
|                                                       | Eugeniusz Smoktunowicz    | Unia Pracy | 44 024 |
|                                                       | Henryk Kozakiewicz        | Konfederacja Polski Niepodległej                                                                                   | 34 201 |
|                                                       | Janina Moniuszko-Jakoniuk | KW Janiny Moniuszko-Jakoniuk                                                                                       | 19 266 |
|                                                       | Zbigniew Horbaczewski     | „Zjednoczenie Polskie”                                                                                             | 14 572 |
| Frekwencja: 52,20% Źródło: Państwowa Komisja Wyborcza |                           | |        |

### Wybory parlamentarne 1997
| Kandydat                                              | Kandydat                  | Komitet wyborczy                       | Głosów  |
| ----------------------------------------------------- | ------------------------- | -------------------------------------- | ------- |
|                                                       | Jan Chojnowski            | Akcja Wyborcza Solidarność             | 131 892 |
|                                                       | Stanisław Marczuk         | Akcja Wyborcza Solidarność             | 108 581 |
|                                                       | Jadwiga Rudzińska Patejuk | Sojusz Lewicy Demokratycznej           | 51 535  |
|                                                       | Stanisław Czerep          | Sojusz Lewicy Demokratycznej           | 45 672  |
|                                                       | Anna Markowa              | Unia Wolności                          | 32 053  |
|                                                       | Michał Kondratiuk         | Białoruskie Zjednoczenie Demokratyczne | 27 482  |
|                                                       | Romuald Hajduczenia       | Ruch Odbudowy Polski                   | 21 658  |
|                                                       | Jan Topolański            | Białoruskie Zjednoczenie Demokratyczne | 19 846  |
|                                                       | Maciej Zabłocki           | Krajowa Partia Emerytów i Rencistów    | 17 155  |
|                                                       | Grzegorz Rykowski         | Polskie Stronnictwo Ludowe             | 11 898  |
|                                                       | Aleksander Usakiewicz     | Społeczny KW Aleksandra Usakiewicza    | 10 610  |
| Frekwencja: 52,11% Źródło: Państwowa Komisja Wyborcza |                           |                                        |         |